# Bernard Chantebout
Bernard Chantebout est professeur émérite de droit public à l'Université Paris V né en 1936.
Ancien élève de l'Institut d'études politiques de Paris et agrégé de droit public, après une thèse de doctorat consacré à L'organisation générale de la défense nationale en France (publiée à la L.G.D.J., 1966), il a été notamment professeur à l'Université de Paris X-Nanterre puis à la faculté de droit de l'Université René Descartes Paris V.

## Travaux
Spécialiste de science politique et de droit constitutionnel, il est notamment l'auteur d'un manuel Droit constitutionnel et Science politique (Dalloz-Sirey, 2011, 28e édition).
De formation pluridisciplinaire, Bernard Chantebout, est aussi l'auteur de plusieurs ouvrages sur la théorie générale de l'État, les questions de défense et les problèmes du tiers-monde, ainsi que d'une Histoire politique et institutionnelle de la Ve République, publiée en 2004 chez Armand Colin.
Il a également publié un essai De l'État - Une tentative de démystification de l'univers politique, Consortium de la librairie et de l'édition (1975). En 1992, il a publié également La Constitution française - propos pour un débat. En 1990, il fut également le coordonnateur de du colloque et l'ouvrage de mélanges en l'honneur de son maître, le Professeur Georges Burdeau.
Bernard Chantebout s'intéresse au déclin de l’État en tant que forme politique et juridique. Dans le rapport de synthèse d'un colloque de 1997, il résume ainsi sa pensée en quelques formules : "L’État est au plus mal ... Il est en train de mourir et nous en voyons les signes dans tous les domaines .... Cet État va mourir. Sans doute est-il déjà mort. Le problème, le seul, va être de reconstruire sur ses décombres".

## Pionnier des études juridiques de défense
Sur les questions juridiques et politiques de défense, on lui doit notamment - outre sa thèse précitée - plusieurs articles dont, notamment "la dissuasion nucléaire et le pouvoir présidentiel" (1986), "Le Président et la conduite des affaires étrangères : le consensus et la dyarchie" (1988), "Le partage des responsabilités de la défense entre politiques et militaires de 1945 à 1962" (1999), ou encore "Le président, chef des armées" (2003).
Un des apports de son analyse a été - dès sa thèse - de critiquer le discours alors dominant qui voyait dans la "défense nationale" une notion transversale et interministérielle novatrice et de montrer, au contraire, que - même sous la Ve république - la défense nationale était restée "l’ensemble des activités qui ont pour objet principal l’accroissement du potentiel militaire de la nation ou de sa capacité de résistance à une action armée contre elle". Par là, il anticipait les débats futurs qui, à partir du Livre blanc sur la défense de 1994, virent se confronter les notions de "défense" et de "sécurité" et aboutirent finalement en 2009 à la consécration législative de la sécurité nationale comme concept de tête du code de la défense.
À l'Université Paris V, il a été le fondateur en 1982 et le premier directeur du Centre Droit et Défense de l'Université Paris V (devenu, dans ses dernières années, Centre Sécurité et Défense, avant sa disparition en 2010), centre de recherches universitaire spécialisé dans les questions juridiques de défense et de sécurité, qui a notamment édité de 1993 à 2003, la revue trimestrielle Droit et Défense - Revue générale du droit de la sécurité et de la défense (sous la direction d'Olivier Gohin - aujourd'hui professeur à l'Université Paris 2 - et de Bertrand Warusfel - aujourd'hui professeur à l'Université Paris 8).
Il est Président d'honneur de l'Association française de droit de la sécurité et de la défense (AFDSD).